# 화려한 시절
《화려한 시절》은 2001년 11월 3일부터 2002년 4월 21일까지 방영된 SBS 주말극장이며, 70년대 초반을 배경으로 가난하지만 가족이 있어 희망이 있고 행복했던 사람들이 주인공이다.

## 등장 인물

### 주요 인물
- 지성 : 장석진 역

명문대 정치외교학과 4학년에 재학중. 이성적이고 날카롭다고 보여지는 겉모습과 달리 그 누구보다 따뜻하고 부드럽고 뜨거운 피를 가진 사람이다. 그에게 세상에서 가장 중요한 걸 꼽으라면 가족을 꼽는다. 우연히 친구들에게 끌려가게 된 곳에서 민주를 만나고, 공부밖에 몰랐던 그는 민주에게 점점 빠져든다.
- 박선영 : 오민주 역

양마담의 조카. 낮에는 가짜 대학생, 밤에는 이태원 "빠다"로 이중생활을 한다. 그녀의 현재 꿈은 지독한 과거가 있는 이곳을 떠나 미국에 가서 자신을 버린 엄마에게 복수를 하고 성공하고 싶은 게 그녀 삶의 목표다. 그녀는 석진이 좋은 집 배경의 사람인 줄 알고 의도적으로 접근한다.
- 류승범 : 장철진 역

석진의 동생. 철없는 개망나니 말썽꾸러기 같아 보이지만, 자신을 속이거나 거짓말을 할 줄 모르는 순수한 심성을 가졌으며 옳다고 생각하는 일에는 물불을 가리지 않는 정의파이고 영원한 휴머니스트다. 버스차장 연실이가 저만 좋아서 "껌딱지"같이 달라붙으니 미치고 환장할 노릇이다.
- 공효진 : 철진의 아내 조연실 역

조재식의 맏딸. 일명 "철진 껌딱지". 천방지축이지만 속정은 깊고 집안 형편상 중학교만 졸업하고 버스차장 노릇을 하고 있고 공주병 걸린 엄마 때문에 동생들 뒷바라지가 제몫이지만 그래도 사는 게 재미있고 신난다.
- 강석우 : 윤지호 역

일명 윤사장. 이태원 주먹 세계에서는 전설적인 인물이다. 석진의 대학 선배로 유머있고 따뜻하고 결단력 있는 남자 중의 남자다. 석진을 친동생 이상으로 아끼고 민주를 조카처럼 생각한다.

### 주변 인물
- 김영옥 : 할머니 역

두부와 콩나물공장을 하며 생계를 이어간다. 겉보기엔 괴팍하고 심술 맞지만 인정이 많다.
- 박원숙 : 어머니 역

할머니를 도와 두부와 콩 장사를 한다. 시어머니 못지 않게 박복한 인생이지만 천성이 순하고 긍정적이고 철없으리만큼 맑다.
- 박근형 : 박근천 역

하루 벌어 하루 사는 하루살이 인생이다. 밥은 굶어도 양복은 입어야 하고, 주머니에 땡전 한푼 없어도 목에 힘을 주어야 산다. 초등학교 동창회에서 재식을 만나고, 그 집에 놀러가 과부 석진모를 보고 그만하면 괜찮다 싶어서 빌붙을 생각을 한다.
- 임현식 : 조재식 역

국수가게를 하며 석진모하고는 친구사이다. 천성이 부지런하고 마누라 없이 못 사는 애처가다.
- 임예진 : 연실모 역

조재식의 처. 어찌보면 귀엽고 예쁘고, 어찌보면 재수없다고 밖에 할 수 없는 심한 공주병이 들린 여자다. 석진모를 친언니처럼 생각하지만, 남편이 석진모를 두둔하는 게 마냥 좋지만은 않다.
- 박성미 : 장미자 역

석진의 누나. 성격이 올곧고 이해심 넓고 뒤끝 없는 화끈한 성격이다. 출가해 친정근처에 살며 친정집에 의지가 되어주고 싶지만 맘뿐이다.
- 김명국 : 김일수 역

이태원 상가주변에서 만화가게를 한다. 말은 자분자분 곱게 못해도 성품은 올곧고 생각이 깊다. 가난에 한이 맺혀 알아주는 구두쇠이다.
- 김보연 : 양마담 역

민주의 이모. 윤지호(윤사장)의 스탠드바에서 얼굴 마담으로 일하고 있다.
- 배민희 : 나수지 역

연실의 언니
- 백승현 : 이대식 역

철진의 친구
- 손창준 : 김일우 역(2~15회 하차)

장석진의 대학 동창 라이벌
- 김지영
- 정지안
- 김석
- 이현경
- 이동훈 : 최두봉 역

철진의 친구
- 오현철 : 윤민기 역
- 박상규
- 김홍수

## 수상 경력
- 2001년 SBS 연기대상 인기상 박선영
- 2001년 SBS 연기대상 뉴스타상 지성
- 2001년 SBS 연기대상 뉴스타상 류승범
- 2001년 SBS 연기대상 뉴스타상 공효진
- 2002년 제38회 백상예술대상 TV부문 남자신인연기상 류승범
- 2002년 제38회 백상예술대상 TV부문 여자신인연기상 공효진
- 2003년 제15회 한국방송프로듀서상 출연자상 탤런트부문 류승범

## 참고 사항
- 이병헌, 김석훈 등이 장석진 역 물망에 올랐지만 영화나 다른 드라마 촬영 등의 이유로 고사하자 설득 끝에 지성이 간신히 낙점됐다.[1]
- 이 드라마는 오랜만에 노희경 작가가 가족 드라마로 돌아오면서 좋은 시청률과 호평을 받았으나,[2][3] 2002년 12월 열린 제15회 한국방송작가상[4] 최종 후보에서 탈락한 바 있었다.[5]